# C-135 (航空機)
C-135 ストラトリフター
C-135C
- 用途：輸送機
- 製造者：ボーイング社
- 運用者： アメリカ合衆国（アメリカ空軍）
- 初飛行：1961年5月19日
- 生産数：60機
- ユニットコスト：3,960万USドル（FY98基準年ドル）

C-135は、アメリカ空軍で使用されている輸送機である。愛称はストラトリフター（Stratolifter）。

## 概要
空中給油機KC-135A ストラトタンカーはフライングブーム方式の空中給油方式を確立したKC-97の後を継ぎ、ジェット機時代の本格的な空中給油機としてアメリカ空軍の世界展開に大きく寄与した一方、当時まだほとんどがレシプロ機で占められていた純粋な輸送機としての有用性でも注目された。こうして、給油ブームを取り外して輸送用に特化したものがC-135であるが、ブーム操作員席はそのまま残されていた。
C-135は軍用ジェット輸送機の先駆けとなり、長距離兵站輸送用として使用された。ただし、あくまでもロールオン/ロールオフ（車両が自力走行で出入りすること）が可能なC-141が配備されるまでのギャップを埋める存在でしかなく、純粋な輸送機として運用されたのは短期間に終わり、その多くが機内スペースや居住性を利用して各種VIP機や電子戦機など他の用途に転用された。
なお、707旅客機を改造した機体はC-137と呼ばれ、電子戦機などの派生型はまた別の名前で呼ばれている。

## 各型解説
KC-135、RC-135、VC-135、WC-135については各項目を参照。
C-135A
15機生産、他KC-135Aからの改装3機。輸送機型。
OC-135B
オープン・スカイズ条約に基づく非武装の相互領空監視機（偵察機）。
C-135B
30機生産。ターボファン TF33装備。水平尾翼を拡幅。
EC-135B
C-135B改装の電子戦機型。2機。
EC-135C
KC-135Bのうち14機を改称した空中指揮機。
C-135C
WC-135Bのうち3機を輸送型に再改造したもの。
EC-135E
C-135AをB規格に改装。
EC-135G
EC-135Aの内部装備変更型。
EC-135H
EC-135Aの内部装備変更型。司令部用。
EC-135J
KC-135Bの3機とEC-135Cの1機を改装。太平洋方面司令部用。
EC-135K
EC-135Aの内部装備変更型。戦術航空軍団の空中指揮機。1機のみ。
EC-135L
KC-135Aを改装した空中指揮・通信中継機。
EC-135N
C-135Aの特殊電子装備型。アポロ/レンジ装備。
EC-135P
EC-135Aの長距離空中指揮改装型。
TC-135S
EC-135B改装のRC-135S乗組員訓練用機。1機。
EC-135Y(NKC-135A)
空中実験機。

## スペック
C-135B
- 全長：39.88 m
- 全幅：41.00 m
- 全高：11.68 m
- 翼面積：226.0 m2
- 自重：47.210 t
- 積載重量：37.360 t
- 最大離陸重量：124.960 t
- 最大速度：515 kt
- 巡航速度：460 kt
- 操縦乗員：4名
- エンジン：プラット・アンド・ホイットニーTF33-P-5（推力8,165 kg）x4
- 最大燃料航続距離：7,800 nm
- 最大積載航続距離：2,250 nm (37,300 kg)
- 実用上昇限度：12,200 m

## 参考書籍
- 『現代アメリカ軍用機』（「航空情報」臨時増刊、酣燈社、1966年11月）
- "United States Military Aircraft since 1909" (Gordon Swanborough & Peter M. Bowers ; PUTNAM (1989)) ISBN 085177816X
- 『世界の傑作機 No.43 KC&C-135シリーズ』（文林堂、1993年11月）